# NGC 71
NGC 71は、アンドロメダ座の方角にある楕円銀河である。NGC 68銀河群に所属する。1855年にR・J・ミッチェルが発見した。1865年にはハインリヒ・ダレストが観測し、「極めて暗く、非常に小さく、丸い」と記載した。直径11万から13万光年で、銀河系よりもわずかに大きく、またNGC 68銀河群の中ではNGC 70に次いで2番目に大きい。